# Herbert Weichselbaumer
Herbert Weichselbaumer (* 27. Juli 1938; † 4. November 2018 in München) war ein deutscher Fußballspieler, der für den FC Bayern München in 15 Punktspielen in der Oberliga Süd zum Einsatz kam.

## Karriere
Weichselbaumer gehörte mit 20 Jahren dem Kader des FC Bayern München an, für den er in der Saison 1958/59 in vier Punktspielen erstmals zum Einsatz kam und in der Folgesaison eben so viele bestritt. Sein Debüt für die Bayern gab er am 5. April 1959 (26. Spieltag) beim 3:2-Sieg im Auswärtsspiel gegen die SpVgg Fürth.
In der Saison  1960/61 kam er zu sechs weiteren Oberligaspielen. In seiner letzten Saison bestritt er mit dem Einsatz am 20. August 1961 (3. Spieltag) beim 2:1-Sieg im Auswärtsspiel gegen die SpVgg Fürth zugleich auch sein letztes Pflichtspiel für die Bayern.